# 언포가튼
《언포가튼》(영어: Unforgotten)는 2015년부터 현재까지 방영된 영국의 텔레비전 드라마이다.